# Ономакл
Ономакл (др.-греч. Ὀνομακλῆς; умер после 403 года до н. э.) — древнегреческий военачальник и политический деятель, гражданин Афин, участник Пелопоннесской войны. В 412/411 году до н. э. занимал должность стратега, в 411 году заседал в Совете Четырёхсот, в 404—403 годах до н. э. был в числе Тридцати тиранов, правивших Афинами с опорой на спартанский гарнизон. О его судьбе после свержения Тридцати ничего не известно.

## Биография
Гражданин Афин по имени Ономакл впервые упоминается в сохранившихся источниках в связи с событиями 412 года до н. э., когда в Элладе шла Пелопоннесская война. Он был избран стратегом на 412/11 год до н. э. и совместно с Фринихом и Скиронидом возглавил афинско-аргосскую эскадру из 48 кораблей, отправившуюся в Ионию. Союзники разбили спартанцев и персов при Милете и собирались осадить этот город, но отступили на Самос, узнав о приближении с запада большой вражеской эскадры. Фукидид пишет, что Ономакл и Скиронид предлагали принять бой, но Фриних убедил их в необходимости отступления. По-видимому, в том же году Ономакл вернулся в Афины. В начале зимы он вместе со Стромбихидом и Евктемоном отплыл с Самоса на Хиос во главе 30 боевых кораблей и нескольких транспортных судов с гоплитами на борту.
В 411 году до н. э., когда в Афинах произошёл олигархический переворот, Ономакл находился в городе. Он поддержал смену власти и стал членом нового высшего органа, Совета Четырёхсот, а потом отправился в Спарту для мирных переговоров. Однако в том же году в Афинах был восстановлен демократический строй. Послов обвинили в измене и привлекли к суду; Антифонт и Архептолем были приговорены к смерти, а Ономакл спасся только потому, что вовремя бежал за пределы Аттики.
К 404 году до н. э. Ономаклу удалось вернуться на родину. По окончании Пелопоннесской войны он стал членом коллегии Тридцати (позже её членов стали называть «Тридцатью тиранами»), правившей Афинами с опорой на спартанский гарнизон. Известно, что Ономакл принадлежал к той трети членов совета, которая была избрана экклесией, и представлял филу Кекропидов. О дальнейшей его судьбе точных сведений нет. При этом античные авторы сообщают, что большинство «тиранов» после поражения в гражданской войне бежало в Элевсин (403 год до н. э.), и позже одни предстали перед судом, другие были убиты, а третьи нашли убежище в других регионах Греции.
Афинянин по имени Ономакл фигурирует в одной из фрагментарно сохранившихся речей Лисия. Предположительно это бывший стратег и член коллегии Тридцати, у которого в таком случае была дочь.